# Пијачни дан
Пијачни дан је дан у недељи који је везан за свако веће насељено место, као и туристичко место. Због малог броја становника који су и купци и продавци није економски оправдано сваки дан доносити, често са великих даљина, робу која се нуди. Може бити било који дан у недељи и тада сви који желе нешто да продају или купе долазе на место одређено за пијацу јер знају да ће тог дана бити највећа понуда, најбоље цене али и највише купаца.
У великом градовима пијачни дан не постоји или је заборављен.

## Пијачни дан у Грчкој
Пијаце нису као што су некада биле, али су и даље врло популарне у туристичким местима, како туристима тако и локалном становништву. Често су пијаце у Грчкој посећене из радозналости и зато што може да се види како живи локално становништво. Тек на другом месту су ниже цене воћа и поврћа, гардеробе и ствари за кућу.
- Пијачни дан у Лептокарији је уторак.
- У месту Принос на Тасосу постоји само једна пијаца. Отворена је понедељком. Изузетно је велика и посећена како од стране становништва са читавог острва, тако и бројни туристи посете пијацу као туристичку атракцију.
- Пијачни дан у Кавали је субота.
- У Ставросу је пијачни дан четвртком.

## Пијачни дан у Србији
- Пијачни дан у Тополи је четвртак.[2]
- Пијачни дан у Зрењанину је уторак.
- Пијачни дан у Шапцу је петак.[3]
- Пијачни дан у Врању је субота.[4]
- Петак је одувек био пијачни дан у Пожаревцу. Домаћице се тада снабдевају свежим намирницама по повољнијим ценама и то за више дана.[5]

## Пијачни дан у супермаркетима
Логику Пијачног дана данас користе супермаркети који сами дефинишу Пијачни дан тиме што најаве велике попусте викендом или данима када се прима пензија. 